# Scatopsciara sibirica
Scatopsciara sibirica är en tvåvingeart som beskrevs av Lyudmila Komarova 1998. Scatopsciara sibirica ingår i släktet Scatopsciara och familjen sorgmyggor. Inga underarter finns listade i Catalogue of Life.